# Kung Fu Panda : Le Chevalier Dragon
 (septembre 2023).
Si vous disposez d'ouvrages ou d'articles de référence ou si vous connaissez des sites web de qualité traitant du thème abordé ici, merci de compléter l'article en donnant les références utiles à sa vérifiabilité et en les liant à la section « Notes et références ».
Kung Fu Panda: Le Chevalier Dragon (Kung Fu Panda: The Dragon Knight) est une série télévisée d'animation américaine, produite par DreamWorks Animation Television et est disponible sur Netflix.

## Synopsis
Aux côtés d'une noble chevalière anglaise, le guerrier légendaire Po se lance dans une quête : récupérer des armes magiques, rétablir sa réputation et sauver le monde !

## Fiche technique
Sauf indication contraire, les informations mentionnées dans cette section peuvent être confirmées par la base de données cinématographiques IMDb,  présente dans la section « Liens externes ».
- Titre original : Kung Fu Panda : The Dragon Knight
- Titre français : Kung Fu Panda : Le Chevalier Dragon
- Création : Mitch Watson et Peter Hastings
- Réalisation : Peter Hastings, Shaunt Nigoghossian et Jack Black
- Scénario :
- Direction artistique :
- Musique : Kevin Lax et Robert Lydecker
- Casting :
- Production déléguée :
- Production exécutive :
- Société de production : DreamWorks Animation Television
- Pays d'origine :  États-Unis
- Langue originale : anglais
- Genre : comédie
- Durée : 24 minutes

## Distribution

### Voix originales
- Jack Black : Po
- Rita Ora : Sir Luthera / Wandering Blade
- Chris Geere : Klaus Dumont
- James Hong : Mr. Ping
- Todd Haberkorn:  Emperor of China
- Parry Shen : Weimin
- Ed Weeks : Colin/ Basil / Rock Monster
- Stephanie Hsu : Zhen
- Kinza Khan : Rabia
- Omid Abtahi : Alfie
- Amy Hill : Pei Pei
- Tru Valentino : Chuntao / Edward
- Stephanie Sheh : Elder Huang
- James Sie : Lao / Lian
- Barbara Goodson : Queen of England
- Dayci Brookshire : Changpu
- Rolonda Watts : High Priestess
- Nolan North : Shoddy Boat Owner
- Mick Wingert: Drake / Rabia's Father
- Deepti Gupta : Diya
- Anjali Bhimani :  Padma
- Sean T. Krishnan : Jayesh
- Richard Ayoade : Kyle
- JB Blanc : Nigel
- Harvey Guillén : Pelpel
- Shohreh Aghdashloo : Forouzan
- Melissa Villaseñor : Akna
- Sarah-Nicole Robles : Queen Zuma
- Stephanie Hsu : Zhen
- Carlos Alazraqui : Amoch
- Jorge Diaz : B'ah
- Martin Aistrope : Master Mastodon
- Billy Boyd : Edgar
- Nicholas Guy Smith : Duncan
- Keith Ferguson : Benny / Augustus
- Toks Olagundoye : Lucinda / Rosalie
- Sean Astin : Master Sloth
- Kineta Kunutu : Master Longtooth / Kemanzi
- Kenna Ramsey : Master Ostrich
- Regi Davis : Barya

### Voix françaises
- Philippe Bozo : Po Ping
- Ingrid Donnadieu : Sir Luthera / Fine Lame
  - Lucille Boudonnat : Fine Lame enfant
- Charlotte Hervieux : Veruka
- Thibaut Lacour puis Sébastien Desjours : Klaus
- Valérie Siclay : Rukhmini
- Michel Tureau et Christian Desmet : M. Ping
- Maeva Méline : Akna
- Florian Wormser : Colin
- Vincent de Boüard : Weimin
- Jérôme Berthoud : l'empereur de Chine
- Ariane Deviègue : Pei-Pei
- Alexandre Bierry : Alfie
- Raphaël Cohen : chef Rhino
- Serge Biavan : Chuntao
- Catherine Lafond : la vieille Huang
- Sébastien Desjours puis Emmanuel Garijo : Lao
- Estelle Darazi : Rabia
- Lila Lacombe : Changpu
- Frédérique Tirmont : la prêtresse Yoajing
- Cathy Cerdà : la reine d'Angleterre
- Jérémie Bédrune : Jayesh
- Daria Levannier : Diya
- Lauryanne Philippe :  Padma
- Michel Derville  : Nigel
- Thibaut Lacour : Kyle
- Nicolas Justamon : Maître Mastodon
- Thomas Sagols : Pelpel
- Franck Capillery : Amoch
- Vanina Pradier : Forouzan
- Alexis Tomassian : B'ah
- Cécile Arnaud : reine Zuma
- Vincent Franck : Nian
- Mario Bastelica : Sir Drake
- Namakan Koné : Edgar
- Guillaume Desmarchelier : Duncan
- Annie Le Youdec : Lady Luncida
- Martial Le Minoux : Benny
- Michaël Aragones : Edward
- Sybille Tureau : Kemanzi
- Augustin Jacob : Barya
- Sophie Arthuys : Maître Longue-Dent
- Christian Desmet : Maître Paresseux
- Cindy Lemineur : Maître Autruche

## Production
Le premier mot sur la série a été découvert en novembre 2020 lorsqu'une marque déposée pour le titre de la série a été déposée. Il a été beaucoup plus tard officiellement annoncé par DreamWorks Animation et Netflix lors de la Journée nationale du Panda en mars 2022 que la production d'une nouvelle série Kung Fu Panda animée par CGI était en préparation, qui serait produite par Peter Hastings et Shaunt Nigoghossian et éditée par l'histoire par Chris Amuck et Ben Mekler, La plupart d'entre eux ont été impliqués dans les anciennes séries Kung Fu Panda ou DreamWorks., Jack Black a annoncé sur TikTok sa reprise de Po dans la série.
Certains actifs visuels 3D de la série des Pattes du destin a été recyclés pour la série. Cependant, certains épisodes ont des styles d'animation 2D uniques sur le thème du contexte de la scène. Par exemple, l'un est rendu comme un art graphique comique lorsque la scène parle d'une bande dessinée inédite, et un autre rend une lithographie britannique lorsque la scène parle du passé de certains des personnages britanniques.

## Épisodes

### Première saison (2022)
L'intégralité de la première saison est sortie le 14 juillet 2022.
1. Le Vol du gantelet (A Cause for the Paws)
2. Le Code des Chevaliers (The Knight's Code)
3. Le Lotus (The Lotus)
4. La Légende de maître Longue-Dent (The Legend of Master Longtooth)
5. La Voie vers le désert (The Gateway to the Desert)
6. La Cité perdue (The Lost City)
7. La Dernière Gardienne (The Last Guardian)
8. Un fil dans l'obscurité (A Thread in the Dark)
9. Voyage en barque vers l'Angleterre (Slow Boat to England)
10. La Disgrâce du chevalier, première partie (The Knight's Fall: Part One)
11. La Disgrâce du chevalier, deuxième partie (The Knight's Fall: Part Two)

### Deuxième saison (2023)
L'intégralité de la deuxième saison est sortie le 12 janvier 2023.
1. La Menteuse et la Voleuse (The Liar and the Thief)
2. Un dernier défi (One Last Job)
3. Pour le meilleur et pour le pire (Doom and Groom)
4. Le Masto-ping (The Pinging)
5. Monsieur Mastodon (Mister Mastodon)
6. Un éclair nommé mystère (Hide the Lightening)
7. La Bête (The Beast)
8. Une âpre bataille (An Uphill Battle)
9. La Scientifique folle (The Mad Scientist)
10. L'Apok-ta-pokalypse, première partie (Apok-ta-pokalypse Now: Part One)
11. L'Apok-ta-pokalypse, deuxième partie (Apok-ta-pokalypse Now: Part Two)
12. Un Nouvel An lunaire mortel (Epic Lunar New Year)

### Troisième saison (2023)
L'intégralité de la troisième et dernière saison est sortie le 7 septembre 2023.
1. Le procès M. Ping (The Trial of Mr. Ping)
2. Personne n'est parfait (Baddie Issues)
3. Un ami de la famille (A Family Friend)
4. Les portes ouvertes (The English Opening)
5. Le monstre du marécage de Festermouth (The Bog-ey Man of Festermouth)
6. Un goûter mouvementé (Tea Time Trouble)
7. Benny et les acros (Benny and the Jests)
8. L'Acier Noir de l'Équinoxe (Black Steel of the Equinox)
9. Le bouclier de Luthera (Luthera's Shield)
10. La bataille de Tianshang, première partie (The Battle of Tianshang Part One)
11. La bataille de Tianshang, deuxième partie (The Battle of Tianshang Part Two)
12. Attention, Pangée ! (The Pangea-ing)
13. Le ravin empoisonné (The Poison Ravine)
14. La clé maîtresse (The Master Key)
15. Le dernier des DuMont (The Last Dumont)
16. Une tasse remplie de moi (A Teacup Filled with the Self)
17. Le commencement de la fin (The Beginning of the End)
18. Les chevaliers dragons, deuxième partie (The Dragon Knights: Part One)
19. Les chevaliers dragons, deuxième partie (The Dragon Knights: Part Two)